# Sérgio Oliveira
Sérgio Miguel Relvas de Oliveira CvIH (Santa Maria da Feira, Paços de Brandão, 2 de junho de 1992) é um futebolista português que atua como meio-campista. Atualmente joga no Sport, de Recife.

## Carreira

### Porto
Sérgio Oliveira é até ao momento o jogador do Porto mais novo a actuar num jogo pela equipa A quando participou no jogo da Taça de Portugal na vitória sobre o Sertanense com a idade de 17 anos, 4 meses e 15 dias, contribuindo para a assistência do golo de Hulk.

### Empréstimos
Ao longo dos seus primeiros anos de profissional, Sérgio alternou entre diversos clubes, tendo sido emprestado em 2010 ao Beira-Mar e posteriormente, em 2011, ao KV Mechelen, da Bélgica. Pela equipe belga, conseguiu fazer seus primeiros gols na carreira, concluindo a passagem com três, mas foi, novamente, emprestado no ano posterior ao Penafiel.

### Porto B
Com o fim de sua passagem pelo último clube português, Oliveira volta ao clube formador e é realocado ao Porto B para disputar as partidas da Segunda Liga de 2012–13. Em sua consistente campanha, com 30 partidas, fizera cinco gols e três assistências na Segunda Divisão Portuguesa.

### Paços de Ferreira
Em 20 de junho de 2013, o jogador assinou em definitivo ao Paços de Ferreira por três épocas. Lá, o jogador participou da Liga Europa da UEFA de 2013–14, e também contribuiu com outras 65 partidas ao longo de dois anos defendendo o clube. Nesse percurso fizera seis gols e chamou a atenção da equipe que o formou. Assim, Sérgio foi novamente contratado pelo Porto em 2015.

### Porto (segunda passagem)
Em 24 de maio de 2015, Sérgio assinou seu retorno ao Porto e lá começaria um trajeto recheado de títulos e outras grandes performances individuais. Na ocasião, ele já havia vencido a Taça de Portugal no ano de sua estreia, mas voltaria a vencer um troféu três épocas depois de assinar o retorno ao clube que lhe formou há seis anos.
Inicialmente, Oliveira foi suplente durante boa parte da campanha inicial. Nesse percurso, entrou 18 vezes em campo e contribuiu diretamente com seis gols na temporada, sendo estes divididos igualmente entre gols e assistências. Pela época 2016–17, Sérgio não tivera um bom começo. Dessa forma, foi emprestado ao Nantes em janeiro de 2017 para conseguir mais minutos.

### Nantes (empréstimo)
Em janeiro de 2017 assinou com o Nantes para disputa da Ligue 1 de 2016–17. Contudo, lá tivera uma passagem muito modesta e fizera somente seis partidas. Seu insucesso fez com que o médio não fosse adquirido em definitivo pelos franceses, logo, Oliveira retornou ao país natal.

### Porto (retorno)
Quando voltou ao Porto, viu que Sérgio Conceição, seu treinador no Nantes, havia assinado um acordo para comandar a equipe azul. Apesar do compatriota não ter utilizado tanto o médio em partidas da Ligue 1, a relação dos dois nos Dragões foi muito diferente, apesar de Conceição ter insistido em outros nomes no início da Primeira Liga de 2017–18. Ao longo da época, o jogador passou a receber oportunidades e foi muito consistente no meio de campo, onde chegou a marcar gols em quatro oportunidades – sendo três delas em sequência – e adquirido uma função vital na equipe portuguesa que viria a vencer a Liga.
Em 2018, iniciou bem a temporada vencendo a Supertaça Cândido de Oliveira. Posteriormente, participou de outras partidas na Primeira Liga de 2018–19, chegando a marcar dois gols e duas assistências em 17 partidas, mas foi gradualmente perdendo o espaço de outrora e tivera de ser emprestado na metade da temporada.

### PAOK (empréstimo)
Ao ser emprestado ao PAOK no início de 2019, o jogador tivera sucesso imediato no futebol grego. Em apenas três partidas, a equipe buscou a contratação do médio lusitano, mas o valor oferecido pelos gregos era abaixo do acordado para uma venda ao fim do contrato. Desse modo, o jogador persistiu sua campanha sólida e tivera a oportunidade de conquistar o Campeonato Grego e a Copa da Grécia na mesma temporada. Apesar disso, o atleta retornou ao Porto, onde passou a ter mais espaço com a saída de outros jogadores de sua posição.

### Porto (retorno)
Ao retornar, conseguiu reconquistar o espaço de outrora no clube de Conceição e esteve em campo nas partidas que ajudaram a equipe a conquistar a Primeira Liga de 2019–20 e a Taça de Portugal. Contudo, Sérgio viria a ter sua melhor temporada da carreira em 2020–21. Lá, começou a época fazendo um gol sendo o capitão do Porto na conquista da Supertaça diante o Benfica. Posteriormente, não conseguiu conquistar mais títulos, mas ainda figurou entre os capitães da equipe azul e branca de Portugal e fizera importantes tentos ao longo da época. Pela Primeira Liga, chegou a marca de 13 gols e cinco assistências – e figurou entre os 11 Melhores no Time Ideal do Campeonato.
O jogador também fizera grandes partidas pela Liga dos Campeões da UEFA de 2020–21, fazendo gols diante o Olympique de Marseille nas duas partidas da Fase de Grupos e, na mesma Fase, contra o Olympiacos FC. Futuramente, a equipe conseguiria vaga nas oitavas de final e Oliveira seria essencial no jogo de volta, pois fizera um doblete que garantiu o clube às quartas, eliminando a Juventus. Na partida anterior às semifinais, porém, o clube foi eliminado ao Chelsea. Desse modo, também esteve no Time Ideal da Liga dos Campeões.
Após sua melhor época individual, o português tivera uma queda de rendimento em 2021–22. Apesar de ter tido momentos positivos, como quando estufou as redes do Club Atlético de Madrid pela Liga dos Campeões da UEFA, e um doblete contra o Sport União Sintrense pela Taça de Portugal, Oliveira não pudera repetir os momentos tão positivos de momentos passados. De tal modo, foi novamente emprestado na metade da época para outra equipe. Sua ida, contudo, não impediu que a equipe de Conceição se firmasse novamente no cenário lusitano e os Dragões conquistaram a Taça de Portugal e a Primeira Liga em sua ausência.

### Roma (empréstimo)
Em 12 de janeiro de 2022, Sérgio assinou um empréstimo com a Roma até o fim da temporada.
Pela equipe italiana, o médio tivera uma campanha sólida. Sob o comando de José Mourinho, o jogador fizera dois gols em suas duas primeiras partidas pela Série A e repetiu o feito na sua estreia pelas oitavas de final da Liga Conferência Europa da UEFA de 2021–22 diante o Vitesse, apesar de também ter sido expulso nessa partida.
Mourinho utilizou o meio-campista regularmente na época e o clube foi condecorado como campeão da Liga Conferência após derrotarem o Feyenoord na decisão. Oliveira foi participativo em toda campanha, e concluiu sua passagem pela capital italiana com três gols em 22 partidas.

### Galatasaray
Após seu ano positivo na Itália, Sérgio foi vendido em definitivo ao Galatasaray pela quantia de 3 milhões de euros. O médio assinou por quatro temporadas.
Em solo turco, foi frequentemente utilizado na sua temporada de estreia. Entre partidas de Liga e Copa, o português foi um jogador muito útil ao elenco que conquistara a Süper Lig de 2022–23 – com o lusitano marcando quatro gols nesse percurso. Contudo, a temporada seguinte do jogador foi muito menos regular, tendo sido interrompida por uma grave lesão no músculo do peito em dezembro de 2023. Ao retornar, já tinha perdido o espaço na equipe turca e tivera de deixar a equipe ao fim da época.

### Olympiacos
Com menos espaço na Turquia, Oliveira decidiu retornar ao futebol grego e assinou com o Olympiacos FC um contrato de duas temporadas. Todavia, o lusitano tinha dificuldades de se encontrar na equipe titular e já cogitava deixar o elenco vermelho e branco nos primeiros meses de 2025.

### Sport
O jogador foi anunciado como jogador do Sport, de Recife, em fevereiro de 2024. Seu vínculo com o clube brasileiro irá até dezembro de 2026.

## Seleção

### Portugal Sub-20
Após o vice-campeonato na Copa do Mundo Sub-20 de 2011, em 6 de Setembro do mesmo ano, foi feito Cavaleiro da Ordem do Infante D. Henrique.

### Portugal
Sérgio estreou na Seleção Portuguesa de Futebol em um amistoso contra a Croácia em 6 de setembro de 2018. O médio passou a figurar esporadicamente nas convocações nos anos seguintes, mas firmou-se na reta final de 2020 e foi convocado, no ano posterior, para disputar a Eurocopa. Lá, fizera dois jogos e viu os seus companheiros serem eliminados nas oitavas de final diante a Bélgica.

## Títulos
Porto
- Primeira Liga: 2017–18, 2019–20 e 2021–22
- Taça de Portugal:  2009–2010, 2019–2020 e 2021–22
- Supertaça Cândido de Oliveira: 2018 e 2020

PAOK
- Campeonato Grego: 2018–19
- Copa da Grécia: 2018–19

Roma
- Liga Conferência da UEFA: 2021–22

Galatasaray
- Süper Lig: 2022–23

Sport
- Campeonato Pernambucano: 2025[42]

### Prêmios individuais
- Equipe ideal da Liga dos Campeões da UEFA: 2020–21[43]
- Time do ano da Primeira Liga: 2020–21[44]